# پریش سنت جان، دومینیکا
پریش سنت جان (به لاتین: Saint John Parish) یک پریش‌های دومینیکا است که مرکز آن شهر پورتسموث است.

## خصوصیات
پریش سنت جان ۶٬۵۶۱ نفر جمعیت دارد.